# Uspantán
Uspantán est une ville du Guatemala dans le département du Quiché.